# Even Johansen
Even Johansen, även känd som Magnet, född 7 juni 1970 i Bergen, är en norsk singer/songwriter.
Efter att ha varit medlem flera olika band under 90-talet debuterade han som soloartist med albumet Quiet & Still 2000. Detta är hans enda album utgivet under hans riktiga namn, de följande skivorna släpptes under artistnamnet Magnet. 

## Diskografi
Album
- Quiet & Still (2000)
- On Your Side (2003)
- The Tourniquet (2005)
- The Simple Life (2007)
- Ferrofluid (2011)

EP
- Chasing Dreams EP (2002)
- Where Happiness Lives EP (2002)
- The Day We Left Town EP (2003)
- On Your Side (2004)
- Minus EP (2004)
- Hold On (2005)
- Dreamfall - The Longest Journey Soundtrack EP (2006)

Singlar
- "Last Day Of Summer" (2003)
- "Lay Lady Lay" (2003) (med Gemma Hayes)
- "Fall At Your Feet" (2005)